# Francisco Astorga
Francisco Astorga Arredondo (El Romeral de Pilay, Mostazal, 21 de enero de 1960-Rancagua, 10 de julio de 2021) fue un profesor de música y folclorista chileno, conocido principalmente por ser cultor de las tradiciones del canto a lo humano y lo divino y la paya.

## Biografía
Es considerado uno de los grandes artífices del canto a lo humano y a lo divino en Chile, junto con Juan Pérez Ibarra y Arnoldo Madariaga Encina. Dedicó su vida a la propagación del arte del guitarrón chileno, logrando que este instrumento se academizara a nivel superior y fuese entregado como aprendizaje en la formación de los profesores de educación musical de Chile. Desde 1995 se desempeñó como profesor de guitarrón chileno, rabel y guitarra traspuesta en la Universidad Metropolitana de Ciencias de la Educación (UMCE), hermano de Cecilia Astorga, payadora y cantora popular.
Fue propulsor de la mayoría de los encuentros de poetas populares, payadores y canto a lo divino de las décadas de 1990 y 2000, participando en encuentros tanto en Chile como en el exterior, incluyendo España y Argentina (1992), Bolivia (1995), Brasil (1998), Italia e Israel (2000), Ecuador y Puerto Rico (2001). 
En septiembre de 2016, la Academia Chilena de la Lengua lo galardonó con el Premio Oreste Plath. Asimismo fue nombrado Patrimonio Cultural de Mostazal.
Falleció el 10 de julio de 2021 en el Hospital Regional de Rancagua, debido a las secuelas posteriores de haber sufrido COVID-19. La UMCE, universidad en que estudió y trabajó gran parte de su vida, anunció 3 días de luto luego de su fallecimiento.

## Obras
- Renacer del guitarrón chileno (1996)